# Староказачье
Староказа́чье (укр. Старокоза́че) — село в Белгород-Днестровском районе Одесской области.
Село расположено в 8 км к западу от Днестровского лимана. Ближайшие населённые пункты: сёла Удобное, Казацкое, Зелёновка, Петровка.
В 2012 г. возле села Староказачье была построена солнечная электростанция «Староказачье» мощностью 42,95 МВт.

## Известные уроженцы
- Журавель, Василий Евгеньевич (род. 1930) — Герой Социалистического Труда.
- Химочка, Степан Иванович (род. 25 декабря 1937 года) —  украинский и российский художник, член Союза художников России (с 1980 года).
- Кочубинский Евгений Александрович (род. 23 декабря 1915 - ум. 10 июня 1984) - первый председатель колхоза в Староказачьем. Работал на этой должности с 1951 по 1980 год.